# 日本國鐵9600型蒸汽機車
9600型蒸汽機車是日本國有鐵道（國鐵）的前身鐵道省在1913年製造的煤水車式蒸汽機車，俗稱九六（（Kyuroku）或（Kunroku））。該型機車是日本國鐵最後運用的蒸汽機車。

## 概要
該型機車是參考購買自德國博斯希的8850型蒸汽機車和9580型蒸汽機車之後，加以改良設計而成。其特徵是曲柄針的相位不是右邊先行，而是左邊先行。由於其大徑鍋爐和小徑動輪的組成，雖然出力大但軸重卻較輕，所以日本全國都可以見到。本型車另一個優點是很容易改為標準軌規格，因此有很多機車在改裝後運往日本海外運用。不過大鍋爐小動輪之設計使得本型車重心較高，不利高速運轉。

## 製造和配屬

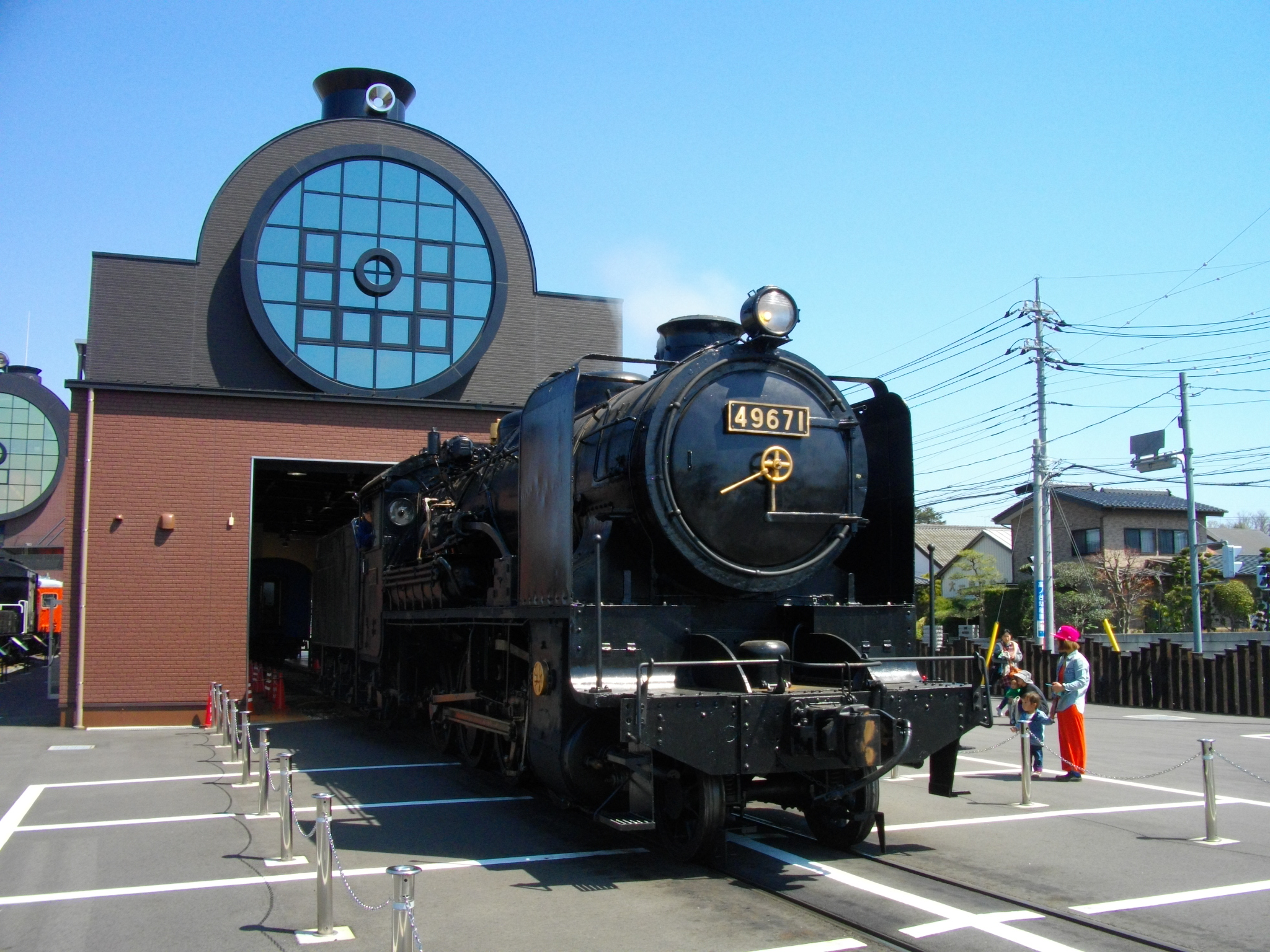
栃木县真岡市真岡站以压缩空气动态保存的49671号车。

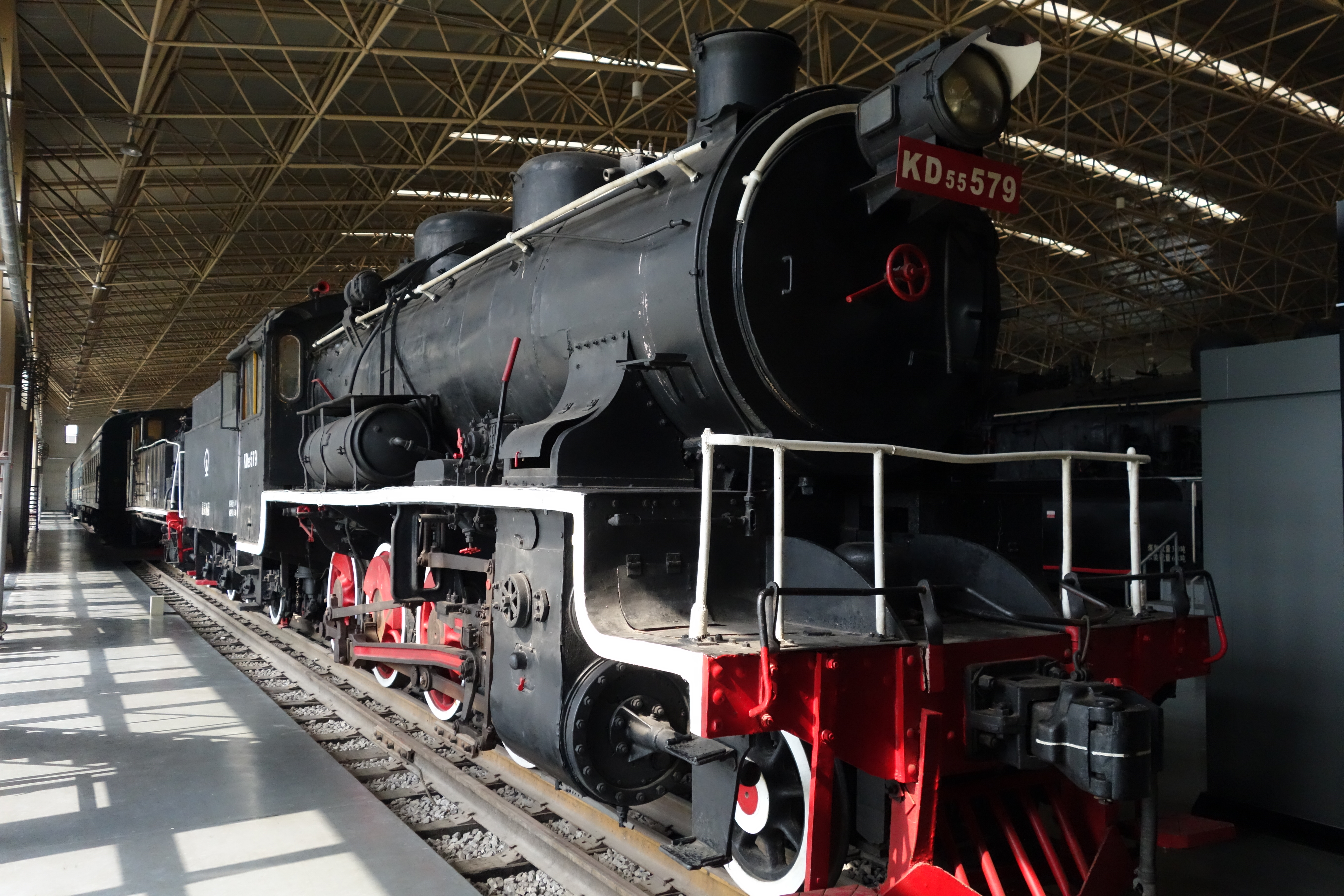
KD55-579于中国铁道博物馆东郊展馆。

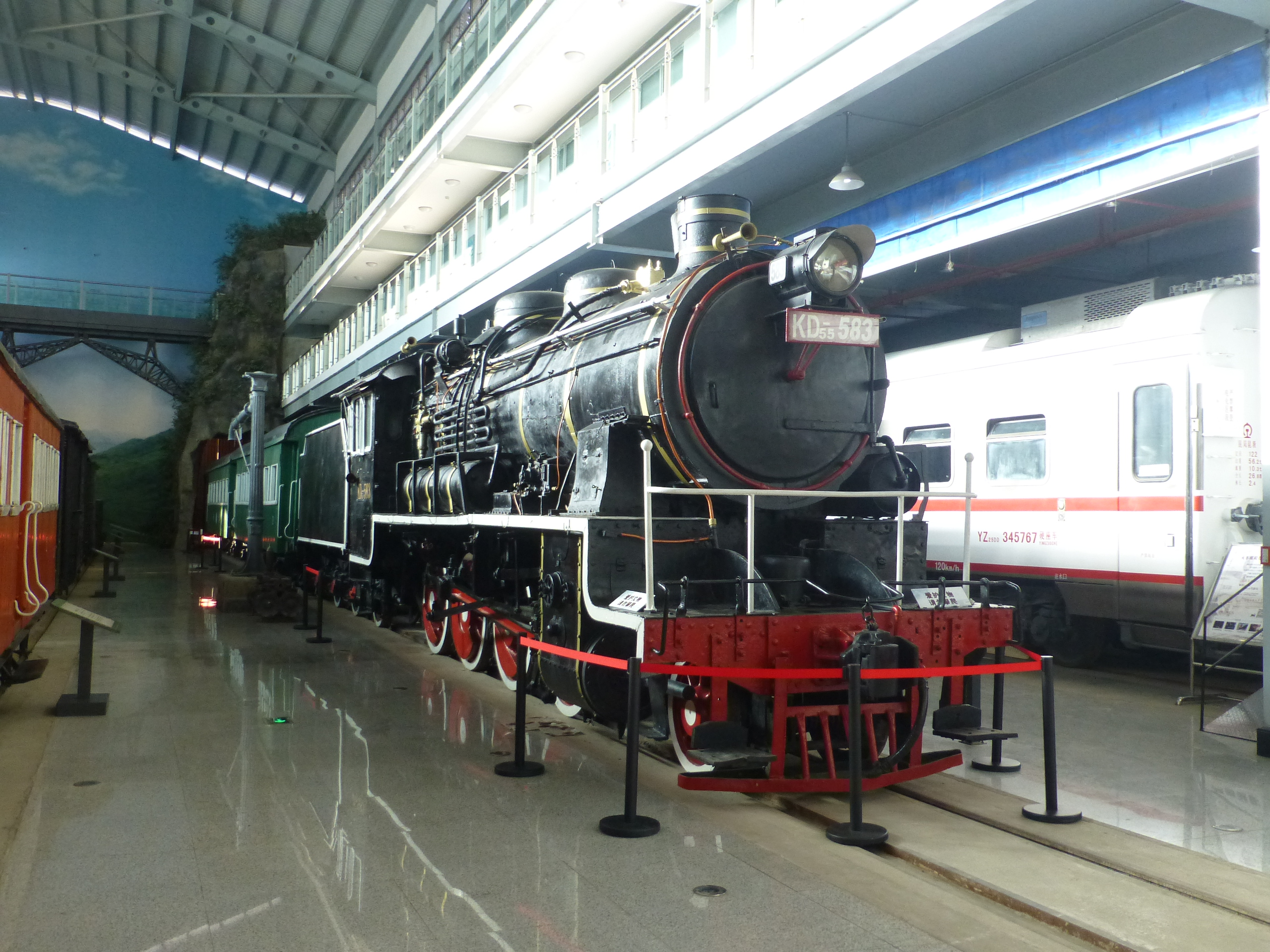
KD55-583于云南铁道博物馆静态展示。

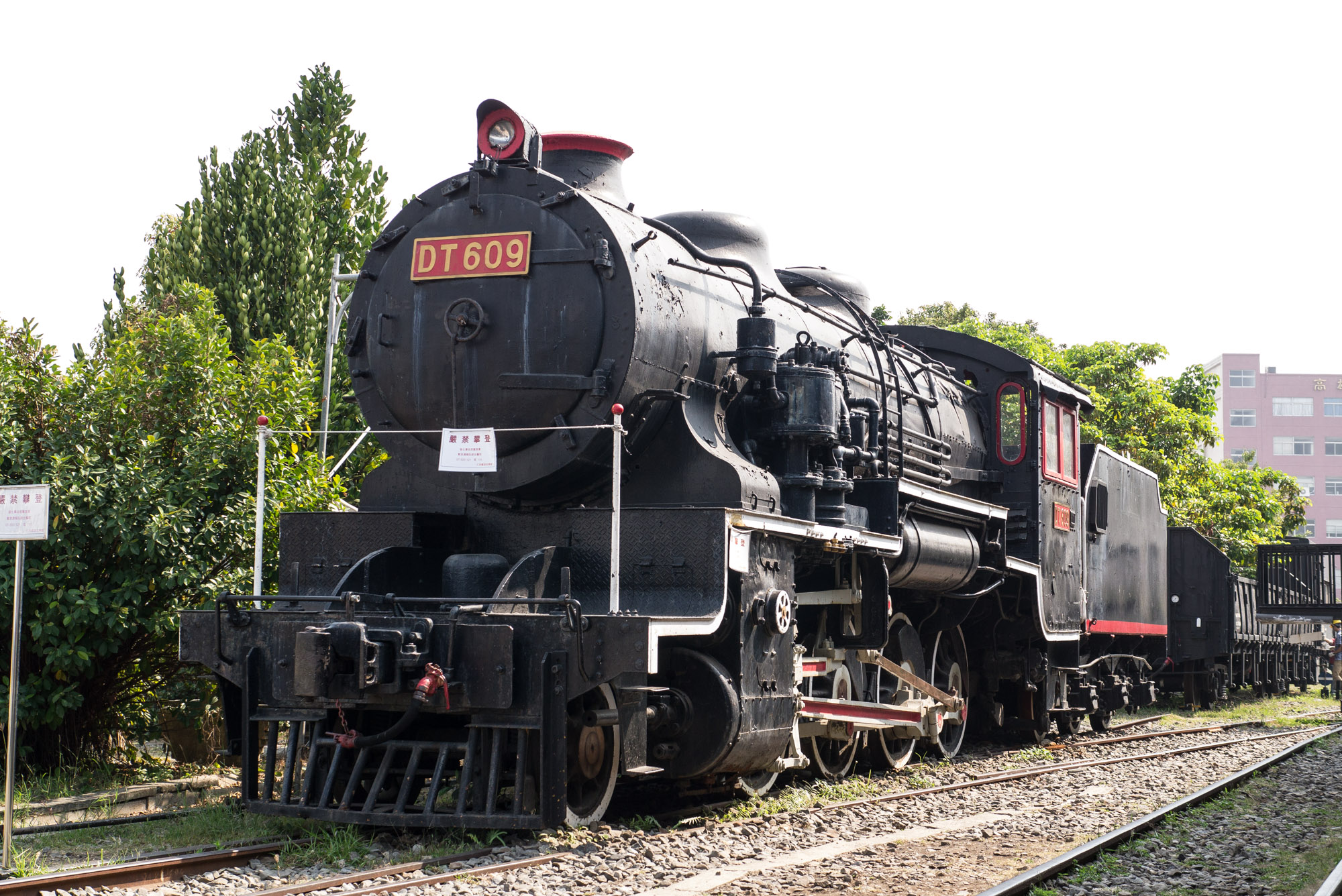
DT609于高雄市舊打狗驛故事館静态展示。

### 日本国铁9600型
該型機車主要川崎造船所（686輛）製造，但也有少量分別由汽車製造會社（69輛）及鐵道院小倉工廠（15輛）製造。樺太鐵道所使用的80形和D50型，後來編入了9600形。
战后9600型机车运用于北海道、九州运煤铁路以及米坂線、宫津线等线路。而最后运用的此型机车为配属于设置在室兰本线追分車站 (北海道)附近的追分机务段的39679号车、49648号车、79602号车，此3辆机车于1976年3月2日完成最后的任务，而其中，79602号车在3月25日之前一直处于燃烧状态。至此，除保存的机车外，日本国有铁道蒸汽机车完全退役。

### 台湾总督府铁道D98型
台灣總督府鐵道部於1923年至1939年，向川崎造船、汽車製造、日立製作所、日本車輛、三菱造船訂購9600型同型機39輛，編為800型（車號801-838），1937年形式改為D98型（車號不變），戰後編為DT580型（DT581-619）。DT609保存於高雄蓮池潭。
台灣總督府鐵道部於1919年原欲向日本訂購9600型同型機，但因日本的機車製造廠因應日本本土大量訂單無暇製造，故轉向美國按9600型的規格ALCO訂製600型共14輛（600-613），1937年改為D96型（車號不變），戰後編為DT560型。目前DT561保存於苗栗鐵道文物展示館。
運往台灣的機車動態
- 1923年 - 台灣總督府鐵道部800～802 → 台灣鐵路管理局DT581～DT583（3輛，川崎造船所製）
- 1924年 - 台灣總督府鐵道部803～806 → 台灣鐵路管理局DT584～DT587（4輛，汽車製造製）
- 1925年 - 台灣總督府鐵道部807～810 → 台灣鐵路管理局DT588～DT591（4輛，川崎造船所製）
- 1926年 - 台灣總督府鐵道部811～815 → 台灣鐵路管理局DT592～DT596（5輛，川崎造船所製）
- 1927年 - 台灣總督府鐵道部816～820 → 台灣鐵路管理局DT597～DT601（5輛，日立製作所製）
- 1928年 - 台灣總督府鐵道部821～824 → 台灣鐵路管理局DT602～DT605（4輛，川崎車輛製）
- 1929年 - 台灣總督府鐵道部825～829 → 台灣鐵路管理局DT606～DT610（5輛，汽車製造製）
- 1930年 - 台灣總督府鐵道部830～833 → 台灣鐵路管理局DT611～DT614（4輛，日本車輛製）
- 1937年 - 台灣總督府鐵道部834～835 → 台灣鐵路管理局DT615～DT616（2輛，日立製作所製）
- 1939年 - 台灣總督府鐵道部836～838 → 台灣鐵路管理局DT617～DT619（3輛，三菱造船所製）

### 战时随军送往中国大陆的9600型
1937年中日戰爭開戰後，依日本陸軍之要求，日本鐵道省各工廠于1938年2月至1939年4月间分6次将251輛9600型蒸汽機車修改為標準軌距送往中國大陸，占日本鐵道省所有9600型蒸汽機車數量之1/3。在这些被送往中國之251輛9600型蒸汽機車，其中150輛華北交通接收編為Soliho（ソリホ）型（車號：1501～），其餘由華中鐵道接收編為Soliro（ソリロ）型。華中鐵道接受之9600型於戰後有80輛由中華民國政府接收使用，10輛出借予華北交通，其餘推測應使用於日本陸軍管理之路線。 
另外日本鐵道省於1941年有4輛9600型蒸汽機車廢車（車號：9620、9622、9639、9659），推定送往當時日本佔領之海南島使用。由於當時日本興建之海南島鐵路採用與日本本土相同之軌距（1067mm），日本送往海南島之鐵路機車可直接使用。 海南鐵路辦事處在1959年以後接管了安黃線，接收3台日式ㄙㄌ5型（即9600型）蒸汽機車運用。
1950年后残存于中国大陆的9600型蒸汽機車統一改為「ㄙㄌ5型」，1959年改稱為KD5型。此型機車由於牽引力較小，主要用於調車及短程運輸用。部分KD5型蒸汽機車再度修改軌距為1000mm，並改稱為KD55型，曾運用於山西的同蒲鐵路。1950年代末轉配昆明鐵路局開遠和宜良機務段，運用於米軌之昆河鐵路，昆一鐵路（原滇緬鐵路，昆明北-一平浪），昆沾鐵路（原敘昆鐵路，昆明北-沾益），蒙寶鐵路，草官鐵路，一直運用至1980年代东方红21型柴油机车量產後報廢。
運往中國的機車
- 9600～9605，9609，9611，9618，9623，9635，9650～9653，9655，9656，9664，9668，9669，9671～9676，9679，9683，9689，9690，9692（31輛）
- 19618，19621，19623～19625，19628，19631，19632，19635，19637，19639，19641～19644，19646，19657，19658，19677，19679、19681，19682，19685，19689，19693，19694，19698，19699（28輛）
- 29606，29610，29616，29624，29632，29637，29640，29644，29646～29650，29653，29658，29662～29667，29671～29673，29677～29679，29684，29686，29693（30輛）
- 390603，39604，39606～39608，39610，39611，39613，39614，39622，39623，39643～39646，39648～39652，39657，39660，39665，39666，39675，39678，39684，39691，39693，39698（31輛）
- 49609，49611，49614，49623～49625，49628～49630，49633，49646，49647，49661，49667，49668，49677，49680，49682，49683，49689，49697（21輛）
- 59605，59606，59608，59620～59625，59628，59629，59631，59633，59637～49646，59649，59651，59662，59664～59668，59671，59673，59675，59676，59678，59682，59685～59687，59697～59699（43輛）
- 69604～69606，69609，69611，69612，69617，69631，69639，69641，69643，49645，69647，69651，69654，69655，69662，69666，69668，69669，69671，69672，69674～69676，69679，69681，69682，69688，69691，69695～69698（34輛）
- 79603，79612，79614，79621～79623，79625，79626，79628～79632，79634，79637，79638，79640，79641，79644～79651，79654～79656，79660，79662，79663（32輛）

## 現存車輛
現在日本有40多輛留下來分布於全日本各處，底下為目前日本以外地區的同型車保存編號與保存場所。
- DT609 - 台灣高雄市的「舊打狗驛故事館」
- KD5 - 373號 - 中國北京市的中國鐵道博物館
- KD55 - 579號 - 中國北京市的中國鐵道博物館
- KD55 - 583號 - 中國昆明市的昆明北站蒸汽機車陳列館

## 备注
1. ↑  樺太（庫頁島）的9600型蒸汽機車可分為以下三種：
  - 樺太鐵道80型

樺太鐵道於1928年至1936年向汽車製造訂購9輛9600型準同型車。與9600型差異在於鍋爐容量較少、二軸煤水車（9600型使用3軸煤水車）、密閉式駕駛室、原裝除煙板、連結器位置較低。此批機車於1941年隨樺太鐵道為樺太廳鐵道收購，1943年樺太廳鐵道編入國有鐵道後，編入9600型（79680-79688）。
  - 樺太廳鐵道D50型

樺太廳鐵道於1936年至1940年向川崎車輛、日立製作所訂購5輛9600型同型車，與本土的9600型差異在於採用密閉式駕駛室、連結器位置較低。1943年樺太廳鐵道編入國有鐵道，此批機車編入9600型（79670-79674）

此外，1944年為增強輸送力，亦由日本本土移撥6輛9600型至樺太鐵道局（29619、29655、59660、59677、69626、69687）。以上蒸汽機車於二次大戰結束後均為蘇聯所接收。
2. ↑  . 海南史志网.   [2019-08-05]. （原始内容存档于2018-02-10）.